# Magic Attraction
MAGIC ATTRACTION – drugi album japońskiej piosenkarki Nany Mizuki, wydany 6 listopada 2002. Utwór Orgōru to piano to -holy style- (jap. オルゴールとピアノと-holy style-) wykorzystano jako ending w grze na Memories Off Duet ~1st&2ndStories~ PS2. Album sprzedał się w nakładzie 22 051 egzemplarzy.

## Lista utworów
| Nr  | Tytuł                                                                     | Słowa                         | Kompozycja                    | Aranżacja                     | Czas |
| --- | ------------------------------------------------------------------------- | ----------------------------- | ----------------------------- | ----------------------------- | ---- |
| 1.  | "THEME OF MAGIC ATTRACTION"                                               |                               | Tsutomu Ōhira                 | Tsutomu Ōhira                 | 1:07 |
| 2.  | "through the night"                                                       | Toshirō Yabuki                | Takahiro Iida                 | Takahiro Iida                 | 4:47 |
| 3.  | "PROTECTION"                                                              | Toshirō Yabuki                | Toshirō Yabuki                | Toshirō Yabuki                | 4:51 |
| 4.  | "Futari no Memory" (jap. 二人のMemory)                                    | Toshirō Yabuki                | Toshirō Yabuki                | Toshirō Yabuki                | 3:45 |
| 5.  | "Freestyle" (jap. フリースタイル)                                         | Shin'ya Iwaki                 | Honma Akimitsu                | Honma Akimitsu, Tsutomu Ōhira | 3:58 |
| 6.  | "STAND"                                                                   | Toshirō Yabuki, Tsutomu Ōhira | Toshirō Yabuki, Tsutomu Ōhira | Toshirō Yabuki, Tsutomu Ōhira | 4:40 |
| 7.  | "deep sea"                                                                | Kazue Tsuda                   | Tsutomu Ōhira                 | Tsutomu Ōhira                 | 4:41 |
| 8.  | "suddenly ~Meguriaete~" (jap. suddenly 〜巡り合えて〜)                    | Toshirō Yabuki                | Toshirō Yabuki                | Toshirō Yabuki                | 4:32 |
| 9.  | "Orgōru to piano to -holy style-" (jap. オルゴールとピアノと-holy style-) | Chiyomaru Shikura             | Chiyomaru Shikura             | Tsutomu Ōhira                 | 4:34 |
| 10. | "LOVE & HISTORY"                                                          | Chokkyu Murano                | Ataru Sumiyoshi               | Nobuhiro Makino               | 4:33 |
| 11. | "Juliet" (jap. ジュリエット)                                              | Chiyomaru Shikura             | Chiyomaru Shikura             | Toshimichi Isoe               | 5:33 |
| 12. | "climb up"                                                                | Toshirō Yabuki                | Toshirō Yabuki                | Toshirō Yabuki                | 4:46 |
| 13. | "Brilliant Star"                                                          | Chiyomaru Shikura             | Chiyomaru Shikura             | Toshimichi Isoe               | 4:32 |
| 14. | "POWER GATE"                                                              | Toshirō Yabuki                | Toshirō Yabuki                | Toshirō Yabuki                | 4:35 |
| 15. | "Ano hi yumemita negai" (jap. あの日夢見た願い)                           | Kazue Tsuda                   | Tsutomu Ōhira                 | Tsutomu Ōhira                 | 5:21 |